# Piroukou
Piroukou est une commune située dans le département de Tenkodogo de la province de Boulgou,dans la région du Centre-Est, au Burkina Faso.